# Mantíspids
Els mantíspids (Mantispidae) són una família d'insectes de l'ordre Neuroptera. Són de grandària mitjana a gran, i es caracteritzen per un llarg protòrax i unes potes anteriors raptores que recorden a les dels màntids, amb els quals no obstant això no estan relacionats. Les ales tenen nervadures protuberants i són de gran envergadura, entre 15 a 40 mm; en repòs les manté plegades com en teulada.
Alguns són semblants a màntids i uns altres a vespes, com els gèneres Climaciella i Entanoneura. Els adults són depredadors en la seva gran majoria; algunes larves són depredadores, però en general completen o realitzen aquesta etapa com a paràsites d'alguns insectes i aranyes.

## Cicle de vida i hàbits
Són insectes de metamorfosi completa. La femella col·loca els ous sobre el tronc d'arbres; en descloure, les larves en general busquen dispersar-se, ja sigui caminant o deixant-se portar pel vent, o algunes són arrossegades per algun animal en passar.
Les del gènere Nolima són actives depredadores d'insectes de cos tou, unes altres s'associen a altres insectes durant gairebé tota l'etapa larval, algunes a lepidòpters, particularment a algunes papallones nocturnes, unes altres a coleòpters essencialment a alguns escarabats, unes altres a himenòpters especialment a algunes vespes i abelles. Acaben la seva etapa larval dins de massa d'ous d'aranyes, introduint-se o entrant quan l'aranya femella els diposita.
Emergeixen com a adults alats; alguns són nocturns, altres diürns i uns altres són molt actius durant el crepuscle. Tots són depredadors d'insectes de cos tou, aguaiten les seves preses posats. Durant el perllongat festeig, que consisteix en danses de complicats moviments i producció d'olors, la femella diposita els ous sobre els troncs de la vegetació, arribant a dipositar diversos milers d'ous una sola femella.També se'ls considera paràsits entomòfags.